# Eugène Camara
Eugène Camara (Nzérékoré, 21 gennaio 1942 – Il Cairo, 22 novembre 2019) è stato un politico guineano.
È stato Primo ministro della Guinea per un breve periodo tra il febbraio e il marzo 2007.